# Schron przy Źródle
Schron przy Źródle – jaskinia w Dolinie Suchej Wody w Tatrach Wysokich. Ma trzy otwory wejściowe znajdujące się w Dolinie Gąsienicowej, niedaleko szlaku wiodącego na przełęcz Karb, w pobliżu Długiego Stawu, na wysokościach 1780 i 1784 m n.p.m. Długość jaskini wynosi 24,5 metra, a jej deniwelacja 4 metry.

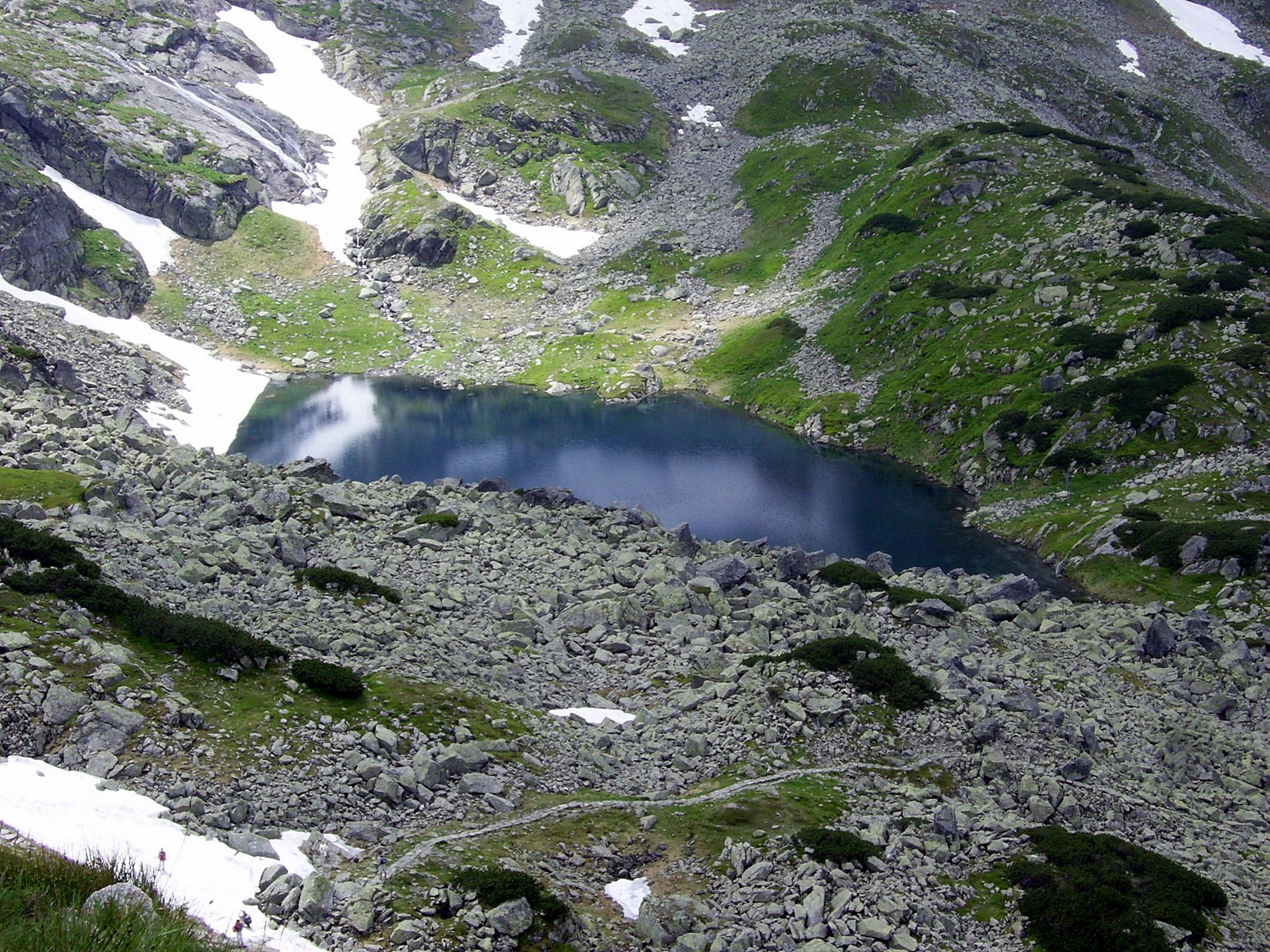
Długi Staw Gąsienicowy. Widok ze szlaku na przełęcz Karb

## Opis jaskini
Otwór główny znajduje się cztery metry od szlaku, w skalnej ściance, spod której wypływa woda. Prowadzi on do korytarza, który idzie w dół i doprowadza do niedużej sali (4 metry szerokości i 3 metry długości). Z niej odchodzą trzy korytarze:
- na północ ciasny 3-metrowy korytarzyk.
- na wschód 2,5-metrowy korytarz zakończony szczeliną.
- na południe 7-metrowy korytarz, który po 1,5 metrach dochodzi do niewielkiej salki. Za nią zwęża się i po kolejnych 3 metrach doprowadza do kolejnej salki. Znajdują się w niej pozostałe dwa otwory jaskini, w ścianie i w stropie[2].

## Przyroda
W salkach przy otworach jest widno. Ściany są suche. Roślinność występuje tylko przy otworach.

## Historia odkryć
Jaskinia znana od dawna.